# Trường Xuân, huyện Quảng Ninh
Trường Xuân là một xã thuộc huyện Quảng Ninh, tỉnh Quảng Bình, Việt Nam.

## Địa lý
Xã Trường Xuân nằm ở phía tây huyện Quảng Ninh, có vị trí địa lý:
- Phía đông giáp các xã Hàm Ninh, Hiền Ninh, Xuân Ninh, An Ninh, Vạn Ninh
- Phía tây giáp xã Trường Sơn
- Phía nam giáp huyện Lệ Thủy
- Phía bắc giáp xã Vĩnh Ninh.

Xã Trường Xuân có diện tích 155,65 km², dân số năm 2019 là 2.445 người, mật độ dân số đạt 16 người/km².

## Hành chính
Xã Trường Xuân được chia làm:
- 2 bản: Hang Chuồn, Nà Lâm.
- 9 thôn: Khe Giây, Khe Ngang, Kim Sen, Lâm Ninh, Quyết Thắng, Rào Đá, Rào Trù, Trường Giang, Trường Nam.

## Kinh tế
Kinh tế chủ yếu là nông nghiệp, tiểu thủ công nghiệp.